# Celery Victor
Celery Victor se trata de un plato histórico de la cocina de Estados Unidos que consiste en un marinado de apio (celery en inglés) en forma de ensalada inventada en el año 1910 por Victor Hertzler, chef principal en San Francisco, California en el St. Francis Hotel, cocinero que se acredita como inventor de la crab Louie. El plato es considerado un "clásico norteamericano", que fue popularizado por el autor culinario Clarence Edwords en su libro de 1914, A Bohemian Guide to San Francisco Restaurants.

## Características
Para preparar la ensalada se pone el apio en remojo dentro de un caldo de pollo a que se le ha mezclado con un medio ácido como puede ser zumo de limón o vinagre, a la mezcla se le añade pimientos ligermente picantes. A la hora de servirse se pone sobre hojas de lechuga romana.